# Collegio elettorale di Milano 4 (Senato della Repubblica)
Il collegio Milano 4 fu un collegio elettorale uninominale della Repubblica Italiana per l'elezione del Senato della Repubblica. Apparteneva alla Circoscrizione Lombardia e fu utilizzato per eleggere un senatore nella XII, XIII e XIV legislatura.
Venne istituito nel 1993 con la cosiddetta Legge Mattarella (Legge n. 276, Norme per l'elezione del Senato della Repubblica), attuata in seguito al referendum abrogativo del 1993. La legge istituì per la Camera dei deputati e per il Senato della Repubblica un sistema di elezione misto, in parte maggioritario e in parte proporzionale. Il 75% dei parlamentari dell'assemblea veniva eletto in collegi uninominali tramite sistema maggioritario a turno unico; il restante 25% al Senato veniva eletto tramite recupero proporzionale dei più votati non eletti attraverso un meccanismo di calcolo denominato "scorporo", cioè sottraendo dal conteggio dei voti totali di una lista nella parte proporzionale i voti ottenuti dai candidati collegati alla medesima lista che erano eletti nei collegi uninominali con il sistema maggioritario.
Il collegio venne abolito insieme a tutti gli altri che costituivano il Senato con la promulgazione della legge elettorale successiva, la cosiddetta Legge Calderoli. Questa prevedeva un sistema proporzionale con premio di maggioranza, che al Senato veniva attribuito a livello regionale.

## Territorio
Il collegio Milano 4 era uno dei 35 collegi uninominali in cui era suddivisa la Lombardia e, come previsto dal D.Lgs. del 20 dicembre 1993 n. 535, comprendeva parte del comune di Milano, che complessivamente contava sei collegi uninominali al Senato.

## Eletti
| Elezione | Elezione                 | Senatore        | Partito                 |
| -------- | ------------------------ | --------------- | ----------------------- |
|          | 1994                     | Roberto Lasagna | Polo delle Libertà (FI) |
| 1996     | Polo per le Libertà (FI) | Roberto Lasagna |                         |
|          | 2001                     | Lino Jannuzzi   | Casa delle Libertà (FI) |

## Dati elettorali

### XII legislatura
|                               | Roberto Lasagna ✔️ Eletto | Polo delle Libertà           | 72 159  | 43,24 |  |  |  |  |  |
|                               | Antonio Costa             | Progressisti                 | 47 662  | 28,56 |  |  |  |  |  |
|                               | Angelo Pessognelli        | Patto per l'Italia           | 16 058  | 9,62  |  |  |  |  |  |
|                               | Carlo Gamba               | Alleanza Nazionale           | 13 410  | 8,04  |  |  |  |  |  |
|                               | Giorgio Inzani            | Lista Pannella-Riformatori   | 7 890   | 4,73  |  |  |  |  |  |
|                               | Antonia Silva             | Lega Alpina Lumbarda         | 4 228   | 2,53  |  |  |  |  |  |
|                               | Gina Antonello            | Partito Pensionati           | 3 239   | 1,94  |  |  |  |  |  |
|                               | Cesarina Mattei           | Lega di Angela Bossi         | 1 536   | 0,92  |  |  |  |  |  |
|                               | Erika Strobl-Capelli      | Partito della Legge Naturale | 708     | 0,42  |  |  |  |  |  |
| Totale                        | Totale                    | Totale                       | 166 890 | 100   |  |  |  |  |  |
|                               |                           |                              |         |       |  |  |  |  |  |
| Voti non validi               | Voti non validi           | Voti non validi              | 6 472   | 3,73  |  |  |  |  |  |
| Votanti                       | Votanti                   | Votanti                      | 173 362 | 89,62 |  |  |  |  |  |
| Elettori                      | Elettori                  | Elettori                     | 193 441 |       |  |  |  |  |  |
|                               |                           |                              |         |       |  |  |  |  |  |
| Data: 27-28 marzo 1994        |                           |                              |         |       |  |  |  |  |  |
| Fonte: Ministero dell'interno |                           |                              |         |       |  |  |  |  |  |

### XIII legislatura
|                               | Roberto Lasagna ✔️ Eletto | Polo per le Libertà                      | 65 931  | 41,54 |  |  |  |  |  |
|                               | Antonio Duva ✔️ Eletto    | L'Ulivo                                  | 61 215  | 38,57 |  |  |  |  |  |
|                               | Marisa Bedoni             | Lega Nord                                | 20 847  | 13,14 |  |  |  |  |  |
|                               | Franca Angiolillo         | Lista Pannella-Sgarbi                    | 4 168   | 2,63  |  |  |  |  |  |
|                               | Gabriella Fortuna         | Movimento Sociale Fiamma Tricolore       | 2 611   | 1,65  |  |  |  |  |  |
|                               | Franca Pedroni            | Lega per l'Autonomia - Alleanza Lombarda | 1 463   | 0,92  |  |  |  |  |  |
|                               | Piercarlo Borgogelli      | Federazione Liste Civiche                | 1 309   | 0,82  |  |  |  |  |  |
|                               | Ruggiero Destefano        | Partito Socialista                       | 1 160   | 0,73  |  |  |  |  |  |
| Totale                        | Totale                    | Totale                                   | 158 704 | 100   |  |  |  |  |  |
|                               |                           |                                          |         |       |  |  |  |  |  |
| Voti non validi               | Voti non validi           | Voti non validi                          | 6 827   | 4,12  |  |  |  |  |  |
| Votanti                       | Votanti                   | Votanti                                  | 165 531 | 86,51 |  |  |  |  |  |
| Elettori                      | Elettori                  | Elettori                                 | 191 348 |       |  |  |  |  |  |
|                               |                           |                                          |         |       |  |  |  |  |  |
| Data: 21 aprile 1996          |                           |                                          |         |       |  |  |  |  |  |
| Fonte: Ministero dell'interno |                           |                                          |         |       |  |  |  |  |  |

### XIV legislatura
|                               | Lino Jannuzzi ✔️ Eletto | Casa delle Libertà                       | 69 180  | 46,29 |  |  |  |  |  |
|                               | Antonio Duva            | L'Ulivo                                  | 50 785  | 33,98 |  |  |  |  |  |
|                               | Patrizia Bortolini      | Partito della Rifondazione Comunista     | 9 536   | 6,38  |  |  |  |  |  |
|                               | Roberto De Mattia       | Lista Di Pietro                          | 5 599   | 3,75  |  |  |  |  |  |
|                               | Paola Pitrelli          | Lista Emma Bonino                        | 4 355   | 2,91  |  |  |  |  |  |
|                               | Giuseppe Cuschera       | Lega per l'Autonomia - Alleanza Lombarda | 3 379   | 2,26  |  |  |  |  |  |
|                               | Roberto Stanga          | Fiamma Tricolore                         | 1 927   | 1,29  |  |  |  |  |  |
|                               | Giuseppe Farina         | Partito Pensionati                       | 1 842   | 1,23  |  |  |  |  |  |
|                               | Mario De Giuli          | Democrazia Europea                       | 1 128   | 0,75  |  |  |  |  |  |
|                               | Renzo Oropesa           | Va' Pensiero Padania                     | 825     | 0,55  |  |  |  |  |  |
|                               | Bruno Merzek            | Forza Nuova                              | 457     | 0,31  |  |  |  |  |  |
|                               | Angelo Baraggia         | Partito Liberal-Popolare                 | 250     | 0,17  |  |  |  |  |  |
|                               | Ida Riglietti           | I Liberaldemocratici - Basta!            | 172     | 0,12  |  |  |  |  |  |
| Totale                        | Totale                  | Totale                                   | 149 435 | 100   |  |  |  |  |  |
|                               |                         |                                          |         |       |  |  |  |  |  |
| Voti non validi               | Voti non validi         | Voti non validi                          | 6 978   | 4,46  |  |  |  |  |  |
| Votanti                       | Votanti                 | Votanti                                  | 156 413 | 82,95 |  |  |  |  |  |
| Elettori                      | Elettori                | Elettori                                 | 188 571 |       |  |  |  |  |  |
|                               |                         |                                          |         |       |  |  |  |  |  |
| Data: 13 maggio 2001          |                         |                                          |         |       |  |  |  |  |  |
| Fonte: Ministero dell'interno |                         |                                          |         |       |  |  |  |  |  |